# Clase 406
Clase 406 este o telenovelă mexicană pentru tineri al cărei producător este Pedro Damián.De fapt ea este un remake al serialului columbian  “Francisco el matemático”.A fost transmisă pentru prima dată între anii 2002 - 2003 având un număr de 350 de episoade,aceasta este una dintre cele mai lungi telenovele ale Televisa.
Pe întreg parcursul telenovelei sunt prezentați tinerii și problemele lor de la școală sau din viața privată; spre exemplu problema  drogurilor,a iubirii sau a prieteniei.De asemenea mai sunt abordate teme precum:infidelitatea,despărțirea,violul,diferențele între clasele sociale,homosexualitatea,închisoarea sau mai bine spus ceea ce i se poate întâmpla unui adolescent din secolul XXI.
Liceul este locația principală în jurul căreia se învârte scenariul serialului Clase 406 , povestea reală a unor tineri precum mulți alții care îți trăiesc acea perioadă zbuciumată din viață numită adolescență cu intensitate și desfrâu,bucurie și teamă.
Precum un montagne russe, Clase 406 a avut suișuri și coborâșuri.La început au fost prezentate cazuri de o cruzime terifiantă care mai apoi s-au aplanat dar fără a se renunța la atingerea unor subiecte taboo precum preferințele sexuale ale lui Freddy,dependența de droguri a Tatianei(Sara Maldonado) cauzată de Leonardo, avortul Clarei datorat lipsei de sprijin din partea lui Juan Davíd,iubitul ei, (Alfonso Herrera) care crede că îi va fi afectată cariera dacă își asumă responsabilitatea,ceea ce o împinge pe Clara să ia acea decizie fatală care o va costa viața și violul Jessicăi și al lui Gaby.
Îndrăgitul Francisco el matemático (Jorge Poza) a abandonat serialul după 2 sezoane și a fost înlocuit de către Santiago (Francisco Gattorno).
De asemenea publicul și-a luat la revedere de la grosolana dar în același timp sensibila Magdalena (Irán Castillo) și i-a urat bun venit Jessicăi (Anahí).

## Distribuție
- Sherlyn- Gabriela 'Gaby' Chávez (La Virgen-Fecioara),ramane cu Motanul(El Gato)
- Aarón Díaz - Enrique 'Kike' González (El Guapo-Chipeșul),ramane cu Jessica
- Dulce María - Marcela 'Marce' Mejía (La Otra Virgen-Cealaltă fecioară),Ramne cu Juan David
- Alfonso Herrera - Juan David 'Juancho' Rodríguez Pineda (El Ligador-Cuceritorul)
- Grettell Valdez - Daniela 'Dani' Jiménez Robles (El Cuerpo-Fotomodelul)
- Christian Chávez - Fernando 'Fercho' Lucena (El Chino-Chinezul),ramane cu Tatiana
- Karla Cossío - Sandra Paola Rodríguez Pineda (La Hermana-Sora)
- Francisco Rubio - Carlos 'El Caballo' Muñoz (El Caballo-Calul)
- Rafael Inclán - Don Ezequiel Cuervo Dominguez (El Dire- Directorul)

### Doar sezonul 1
- Pablo Magallanes - Hugo Salcedo(El Chavo Banda-Liderul formației),moare
- Liuba De Lasse - Cindy Diez (La DJ)
- Imanol - Alejandro 'Alex' Acero Pineda (El niño-Copilul)
- Dylan Obed - Harrison Lucena

### Sezonul 1 și 2
- Jorge Poza - Francisco Romero (El Matemático-Matematicianul),ramane cu Angela,are un copil cu ea
- Irán Castillo - Magdalena 'Magdis' Rivera (La Rebelde-Rebela)
- Alejandra Barros - Adriana Pineda Suarez/Angela Pineda Suárez
- Tony Dalton - Dagoberto 'Dago' García,moare
- Julio Camejo - Douglas Cifuentes,moare

### Sezonul 1,2, și 3
- Alexa Damian - Ana Maria Londono,ramane cu Juan Esteban
- Beatriz Moreno - Blanca Ines 'Blanquita' Beteta (La Secre-Secretara)
- Maria Fernanda García - Marlen Rivera
- Felipe Nájera - Dionisio Nino Infante

### Doar sezonul 2
- Susan Vohn - Silvia

### Sezonul 2 și 3
- Sebastián Rulli - Juan Esteban San Pedro
- Fabián Robles - Giovanni Ferrer Escudero,inchis,infectat cu SIDA
- Arap Bethke - Antonio "Chacho" Mendoza Cuervo

### Sezonul 2, 3, și 4
- Frantz Cossío - Alfredo "Freddy" Ordóñez (El Consentido-Răsfățatul),gay
- Sara Maldonado - Tatiana Del Moral (El amor de Fercho-Dragostea lui Fercho )
- Aracely Mali - Clara Betancourt
- Samantha López - Alejandra Barbosa
- José Elías Moreno - Manuel Del Moral
- Lucero Lander - Dora del Moral

### Doar sezonul 3
- Francisco Gattorno - Santiago Cadavid/Luis Felipe Villasana
- Michelle Vieth - Nadia Castillo Bojorquez
- Miguel Rodarte - Leonardo "Leo" Nava,o violeaza pe Jessica,moare
- Ali Shai Gómez - Chuly Nava

### Sezonul 3 și 4
- Anahí - Jessica Riquelme Drech (La Rica"-Bogata)
- Luis Fernando Peña - Mario Fernández (El Gato-Motanul)
- Jorge De Silva - Luigi
- Francesca Guillén - Samsara Najera/Paloma

### Doar sezonul 4
- Karla Luengas - Pilar "Pili" Reyna
- Miguel Loyo - Mauricio Pereira
- Armando Hernández - Cipriano Goytisolo "El Alebrije"
- Andres Montiel - Eleazar Espinoza
- Juan Peláez - Octavio Valenzuela

### Alții
- Abril Campillo - Maestra Chelita (profesoară)
- Adrián Mass - Marco
- Adriana Barraza - Mabel
- Adriana Chapela - Dña. Mati
- Adriana Laffan - Teresa Salcedo (mama lui Hugo)
- Agustín Arana-Ramiro
- Aída Diaz - Mercedes
- Aitor Iturrioz-Max Brouer (producător muzical)
- Alán Gutierrez - Pablo (fostul iubit al Tatianei)
- Alberto Salaberry - Erick (Avocatul lui Santiago și șeful Gabrielei)
- Alejandra Jurado - Matilde Rodriguez (mătușa lui Juan David)
- Alejandro Ciangherotti - Lic. Israel Antunez
- Alicia Farh - Dolores (mama Anei Maria)
- Aline O'Farrill - Raquel
- Alizair Gomez - Mario Sanpedro (fiul lui Juan Esteban)
- Amelia Zapata - Rosaura Guevara (Mama lui "El Gato"-Motanul )
- Andrea Muñoz - Yadhira
- Andrés de León - Agustian
- Aracely Rodriguez -
- Ariane Pellicer - Esther Peñaloza (mama lui Freddy)
- Armado Bracho - Comandante Nicandro
- Arturo Garcia Tenorio - Rodolfo (tatăl Anei Maria)
- Axel Rico - Alexis (prietenul lui Dago)
- Benjamin Islas - Raul Jimenez (tatăl Danielei)
- Bobby Larios - Cesar (iubitul Brendei)
- Carlos Barlant -
- Carlos Ordoñez - Doctor
- Carmen Rodriguez - Griselda (mama Clarei)
- Carolina Rincon - Susi (președinta fan-clubului lui Juan David)
- Catherine Papile - Andrea
- Christian Ruiz – “Chico del ciber”
- Claudia Benedetti - Petra
- Claudio Rojo - Pablo Benedetti (tatăl Clarei)
- Conrado Osorio - Edgar
- Cristian Michaus - Dra. Luisa Maldonado (directoarea centrului de tratament )
- Dalilah Polanco - Mujer de Paco
- Daniela Torres - Michell
- David Galindo - Jose Manuel (Fratele Tatianei și soțul Danielei)
- Denisse Padilla - Puchis
- Dobrina Cristeva - Natalia (mama Jessicăi)
- Dolores Salomon - Barbara de Lucena (mama vitregă a lui Fercho)
- Eduardo Orozco - Travesti
- Eduardo de la Peña - Gumaro
- Edith Kleiman - Perla
- Esteban Franco - Agente Jácome (polițist)
- Esther Diaz - Cecilia (mama Gabrielei)
- Evelio con V - Paco
- Francisco Avendaño - Dr. Humberto
- Gabriel Roustan - Doctor
- Gabriela Bermudez - Miriam (mama Danielei )
- Gabriela Cano - Aurora (prietena Danielei în centrul de tratament)
- Gabriela Platas - Elisa Camargos (soția lui Chacho)
- Gabriela Tavela - Angela (Angy; prietena Silviei)
- Gerardo Klein - Federico Gonzalez (tatăl lui Kike)
- Giovan D'Angelo -
- Giovan Ramos - Federico Barbera (asociatul lui Jose Manuel)
- Hector Cruz - "El Limon" (dușmanul lui "El Gato")
- Hector Gomez - Psicologo de Jessica
- Humberto Dupeyron - Ruben
- Humberto Yañez - Dr. Roberto Villasana (tatăl lui Santiago)
- Jacqueline Voltaire - Maestra Fabianne
- Jaime Sanchez - Jonas
- Jairo Gómez - Saul (prietenul lui Freddy)
- Jorge Trejo - Eduardo "Lalito" González (fratele lui Kike)
- Jorge Veytia - Mariano (fratele lui Freddy)
- Jose Antonio Ferral - Nicanor
- Jose Luis Cordero - Sr. Lucena (tatăl lui Fercho)
- José Luis Reséndez - Gilberto Bernal (profesor la "Reina Victoria")
- Jose Puga - Ginecolog
- Juan Antonio Edwards - Jeronimo (tatăl lui Freddy)
- Juan Antonio Gómez - Dr. Trinidad
- Juan Carlos Colombo - Jorge Riquelme (tatăl Jessicăi)
- Juan Carlos Nava - Pedro Salcedo (tatăl lui Hugo)
- Juan Romanca - Gerardo
- Julio Escalero - Portero
- Julio Vega - Dr. Huerta (ginecologul  Danielei și al lui Jose Manuel)
- Karen Juantorena - Vanessa (colega Danielei la agenția de top-modele )
- Liza Willert - Catalina Rodriguez (bunica lui Juan David)
- Lourdes Canale - Dña. Socorro (bunica lui “Caballo”)
- Lucía Pailes - Dolores
- Luciana Rougier - Juanita (fiica Gabrielei)
- Manola Diez - Violeta
- Manuel Landeta - Gonzalo (soțul Adrianei)
- Marcela Morett - Margarita (primul caz al Gabriela)
- Marco Gisagno - Ivan
- Maria Clara Zurita - Sofia (mama lui Santiago)
- María López - Jenny
- Mariagna Prats - Silvia
- Marieth Rodriguez - Valeria Villasana (sora lui Santiago)
- Mario León - Abraham Askenazi (tatăl lui Charlie)
- Mário del Río - Bruno
- Marisol del Olmo - Eugenia Moreti
- Martha Julia - Angela
- Miguel Priego - Jorge Jimenez (unchiul Danielei)
- Moises Suarez - Arturo Ferrera Julines
- Nayeli Dianzo - Cherry (victima lui Dylan)
- Pablo Poumian - Rosendo
- Paola Flores - Dña. Clotilde
- Payim Cejudo - Olga de Valenzuela (soția lui Octavio)
- Pedro Damián - Vargas
- Polly - Emiliana Askenazy (mama lui Charlie)
- Queta Lavat - Cuquita (mama lui “don Ezequiel")
- Raquel Morell - Yolanda Bojórquez (mama Nadiei)
- Ramón Cabrer - Jordy
- Raul Valerio - D. Osvaldo
- René Casados - Manolo  (cel care este îndrăgostit de Blanquita)
- Ricardo Silva - Lucas Lucanor
- Ricardo Vera - Doctor
- Ricky Margold - Luis
- Roberto Assed - Dylan (cel care a încercat s-o facă pe Marcela să se prostitueze)
- Roberto Astorga - Jose Astorga
- Roberto Ruy - Joaquin
- Rodrigo Adame - Claudio
- Rosángela Balbó - Bertha (prietena Samsarei)
- Roselyn Diaz - Nicandro Diaz (șoferul Jessicai)
- Rosy Safont - Elvira (mama lui Kike)
- Roxana Saucedo - Mariana (mătușa Gabrielei)
- Sergio DeFassio - Preotul
- Sergio Garcia - Charlie (fostul iubit al lui Freddy)
- Sergio Sanchez - Arturo
- Thelma Dorantes - Carmela (vecina Nadiei și a lui Santiago)
- Veronica Ibarra - Angelica (rivala Danielei în centrul de tratament)
- Vilma Sotomayor - Karla (soția lui Federico)
- Violeta Puga - Jessica (Jessica cea mică)
- Wendy Alvarez - Magali
- Ximena Said - Juanita (fiica Gabrielei)
- Xochitl Vigil - Consuelo (mama Marcelei)
- Yatana - Gina de Franco (ziaristă)
- Yessica Salazar-Brenda (fosta soție a lui Juan Esteban)

## Tema Muzicală
- “Donde Irán?” -  La Quinta Estación
- “Clase 406” -  Caos
- “Cuando me miras así “-  Christian Castro
- “Karma Escolar” - Clase 406
- “Corazon de Angel” - Clase 406
- “De donde vienes” - Clase 406
- “Shala lala” - Clase 406
- “Dos Enamorados” -Dulce María & Christian Chávez
- “Jamás”-Aarón Díaz

## Premii și nominalizări

### Premiile “TvyNovelas” 2003
| Categorie                              | Personalitate    | Rezultat    |
| -------------------------------------- | ---------------- | ----------- |
| Cea mai bună telenovelă                | Pedro Damian     | Nominalizat |
| Cel mai bun actor intr-un rol secundar | Rafael Inclán    | Câștigător  |
| Cea mai bună revelație feminină        | Sherlyn          | Nominalizat |
| Cea mai bună revelație masculină       | Christian Chávez | Câștigător  |